# بزرگ‌مرد کوچک (فیلم ۱۹۷۰)
بزرگ‌مرد کوچک (به انگلیسی: Little Big Man) فیلمی به کارگردانی آرتور پن، محصول سال ۱۹۷۰ است. این فیلم بر اساس رمانی به همین نام ساخته شده است. داستین هافمن، فی داناوی، مارتین بالسام، دن جورج و ریچارد مالیگان بازیگران این فیلم هستند.

## داستان
یک تاریخ‌دان به خانهٔ سالمندانی می‌رود تا بتواند جک کراب (داستین هافمن) ۱۲۱ ساله را ملاقات کند. جک کراب در این ۱۲۱ سال اتفاقات بسیاری برایش پیش آمده است و تاریخ‌دان از او می‌خواهد که داستان زندگی اش را برایش بگوید…

## بازیگران و شخصیت‌ها
- داستین هافمن در نقش جک کراب (ملقب به بزرگ‌مرد کوچک)
- فی داناوی در نقش لوییس پندریک
- ریچارد مالیگان در جرج آرمسترانگ کاستر
- دن جورج در نقش رهبر سرخ‌پوست
- جیمز اندرسن
- جک مولانی